# Alfred Aston
Alfred Aston, född 16 maj 1912, död 10 februari 2003, var en fransk fotbollsspelare och manager.
Han deltog med franska landslaget i fotbolls-VM 1934 och 1938. Han spelade 31 landskamper för sitt land.